# Palešnik
Palešnik – wieś w Chorwacji, w żupanii bielowarsko-bilogorskiej, w gminie Hercegovac. W 2011 roku liczyła 515 mieszkańców.